# Moselfränkische Dialekte

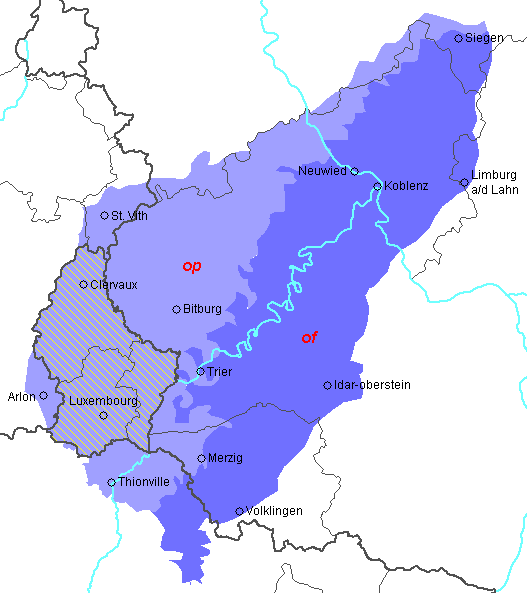
Die Verbreitung des Moselfränkischen mit den Gebieten, in denen op und of für „auf“ gilt

Moselfränkische Dialekte sind ein westmitteldeutscher Dialektverband. Sie gehören zu den mittelfränkischen Dialekten innerhalb der hochdeutschen Dialekte.
Der Wortschatz des Moselfränkischen wird im Rheinischen Wörterbuch, die Sprachgeographie im Mittelrheinischen Sprachatlas beschrieben.

## Beschreibung
Moselfränkisch unterscheidet sich deutlich von den übrigen deutschen Mundarten. Constantin Schreiber bezeichnete in einem Beitrag für die Deutsche Welle aus dem Jahr 2009 den moselfränkischen Dialekt als „Exoten“ unter den deutschen Dialekten, die Sprache an der Mosel klinge bunt, wild und ganz anders. Im Gegensatz dazu beschreibt ein Buch aus dem Jahre 1837 das Moselfränkische in der Stadt Trier so: „Die Sprache hat in ihrer volltönenden Breite etwas ungemein treuherziges und gemüthliches.“
In der Tat wird Moselfränkisch von anderen Deutschsprachigen nur schwer oder überhaupt nicht verstanden. Die Moselfranken selbst bezeichnen ihren Dialekt als „Platt“: „Mir schwaätzen Platt“ – wir sprechen Platt. Die Trierer und Koblenzer sprechen Trierer Platt bzw. Kowelenzer Platt.  In der Hunsrückregion wird Hunsrücker Platt und in der Eifel Eifeler oder Eifler Platt gesprochen.

## Regionale Dialektvarietäten
Das Linguasphere Register (Ausgabe 1999/2000, S. 430) führt unter dem Moselfränkischen (Code 52-ACB-dc) fünf Dialekte auf (Codes -dca bis -dce):
- Trierisch (West-Moselfränkisch; Rheinland-Pfalz, Luxemburg, nordwestliches Saarland)
- Eifelisch (Rheinland-Pfalz, Ostbelgien, Luxemburg, südliches Nordrhein-Westfalen)
- Untermosellanisch (Rheinland-Pfalz)
- West-Westerwäldisch (nördliches Rheinland-Pfalz)
- Siegerländer Platt (südliches Nordrhein-Westfalen, nördliches Rheinland-Pfalz)

Zum Moselfränkischen gehören auch die Sprachvarietäten Lothringisch (teilweise), Luxemburgisch sowie Siebenbürgisch-Sächsisch.

## Geografische Verbreitung

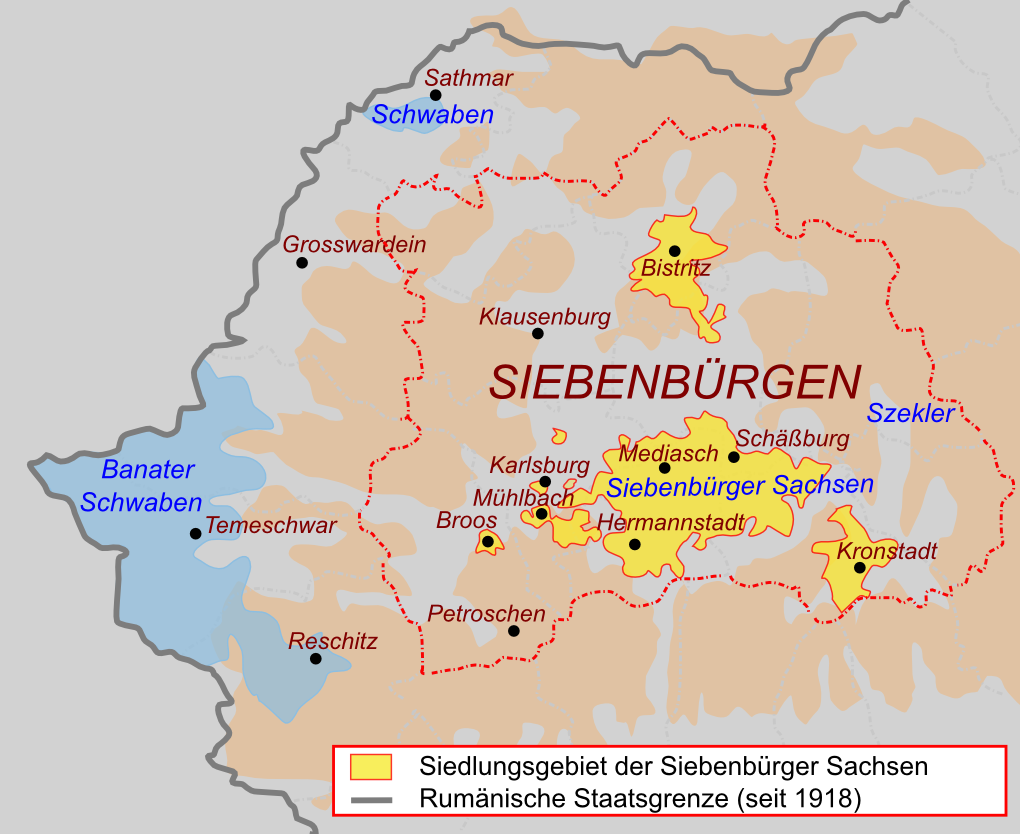
Ursprüngliches Verbreitungsgebiet der siebenbürgisch-sächsischen Mundart

Moselfränkisch wird im gesamten deutschsprachigen Moselraum sowie in der südlichen Eifel, im nördlichen Hunsrück, jenseits des Rheins bis ins Siegerland hinein, im nördlichen und westlichen Saarland, im südlichen Ostbelgien, entlang der deutschen Grenze auch im ostfranzösischen Lothringen und nicht zuletzt im Großherzogtum Luxemburg gesprochen. Das Luxemburger Platt, das 1984 per Gesetz zur Amtssprache des Großherzogtums Luxemburg erklärt wurde, heißt offiziell Lëtzebuergesch und weist mittlerweile eine durch Sprachreformen festgelegte Rechtschreibung und Grammatik auf.
Auch die Siebenbürger Sachsen sprechen einen dem Moselfränkischen eng verwandten Dialekt, Siebenbürgisch-Sächsisch. Ihre Vorfahren stammen überwiegend aus dem Rhein-Mosel-Gebiet und benachbarten Regionen, in denen das Moselfränkische in der Zeit ihrer Auswanderung um 1150 verbreitet war. Der Dialekt ist als Reliktmundart in Siebenbürgen über die Jahrhunderte erhalten geblieben und wird immer noch von ca. 200.000 Personen innerhalb und mittlerweile mehrheitlich außerhalb Siebenbürgens gesprochen. Auch die Oberzipser Dialekte in der heutigen Slowakei (Eigenbezeichnung auch: Potokisch), die wahrscheinlich älteste Gruppe deutscher Dialekte der Region Zips (spätere folgten lokal schlesische und bairische Dialekte), haben große Ähnlichkeit, sind aber etwas stärker ostmitteldeutsch beeinflusst, als das zeitgleich angesiedelte Siebenbürgisch-Sächsisch. 
Im Norden grenzt die moselfränkische Sprachregion an das ripuarische, im Osten an das hessische (nördliche rheinfränkische) und im Süden an das pfälzische (bzw. insgesamt südliche rheinfränkische) Sprachgebiet. Eine Linie, die aus Lothringen kommend quer durch das Saarland, dann über den Hunsrückkamm und bei Sankt Goar über den Rhein hinweg ins Hessische hinein verläuft, trennt den moselfränkischen vom rheinfränkischen Dialektraum. Sie wird nach einem charakteristischen Unterschied beider Dialektgruppen die dat-das-Linie genannt. Nördlich dieser Isoglosse, im Moselfränkischen, werden die hochdeutschen Wörter „das“, „was“, „es“ usw. als „dat“, „wat“, „et“ usw. gesprochen, nördlich der Bopparder Linie „Korf“ statt „Korb“. Das Hunsrückische kennt weitere mosel-/rheinfränkische Differenzierungen.
Die nördlichen Dialektgrenzen sind ebenfalls nicht überall so eindeutig wie an einer Linie auszumachen, denn in den Übergangsregionen haben sich Mischformen ausgebildet. So sind auch südlich der Bad Honnefer Linie (Dorf-Dorp-Isoglosse) immer wieder die Einflüsse ripuarischer Dialekte erkennbar. An der Elz (Mosel) wird beispielsweise das „goot“ wieder zum „joot“ und der „Gesell“ zum „Jesell“. In den nordsiegerländischen Städten Kreuztal und Hilchenbach wird nicht nur die Vorsilbe „ge-“ (u. a. des Partizips II) zu „je-“, sondern zudem „anders“, „Kinder“ und „hinter“ als „angersch“, „Kinger“ und „hinger“ realisiert. Auch innerhalb des moselfränkischen Sprachraumes gibt es örtlich Abgrenzungen mit sprachlichen Unterschieden, die mitunter sogar zwischen unmittelbar benachbarten Orten bestehen. In Kalenborn bei Kaisersesch ist dies bei der Aussprache der Fragewörter „warum“ und „was“ zu erkennen, die zu „borömm“ und „batt“ werden.

## Sprachbeispiele
Der Satz „Wenn man im Sommer morgens die Vögelchen pfeifen hört, geht es einem schon viel besser und man wird munter wie Nachbars Katze“ in verschiedenen moselfränkischen Varietäten:
- Wann een am Summer moies d’Villercher päifen héiert, geet et engem scho vill besser an et gëtt ee monter wéi dem Noper seng Kaz. (Luxemburgisch)

- Wemma am Sumer morje(n)s de Viejelcher päifen hiert, geht et eäm ald vill bessa on ma gett fit wie dem Noper seng Kaaz. (Bitburger Land)

- Wemma am Summer morjens de Viejelcher päifen heert, gieht et eäm scho vill bessa on ma gëtt fit wie dem Noper sein Kaaz. (Trierisch)

- Wemma im Summa moins de Vechjelchia peifen heeat, geddet ääm schunn vill bessa unn ma givt munta wie em Nòòba sei Katz. (Wadgassen, Saarland)
- Wemmer em Summer moins de Vielscher pfeifen hièrd, geehd et eähm scho‘ vill besser on meär gefft monter wéi‘m Nooper sei Katz. (Erbringen, Saarland)

- Wemma om Summa morjens de Viejeltja päife hiert, jeht et eenem at vill bessa un ma jett munta wie em Nohpa säin Kaaz. (Nähe Daun/Vulkaneifel)

- Wemma em Summa morjens de Vühl päiwe hürt, jaht et ahnem schunn vill bessa on ma wüard monder be em Norba säin Katz. (Mayen, östliche Eifel)

- Wemma em Somma morjens de Vielscher päife hiert, giehtet änem schonn vill bessa un ma wierd monnda wie’m Noowa säin Katz. (Koblenz)

- Wemməɹ em Somməɹ moɹjens de Vijelchəɹ piffe hiəɹt, giəɹət äinəm schu vill bessəɹ on məɹ wiɹd monner wie Nochbəɹsch Katz. (Wilnsdorf, Siegerland)

- Wonn em äm Sommer des morjest de Vijeltcher fliiten hiirt, gieht et ennem schiun vill beesser end em wid monter wä des Noober senj Kåtz. (Siebenbürgisch-Sächsisch)

## Lehnwörter
Im Moselfränkischen gibt es, wie auch in anderen Dialekten, Lehnwörter aus anderen Sprachen; sie belegen den sehr weit in die Geschichte zurückreichenden Ursprung. So lassen sich noch Relikte aus der keltisch-gallischen Sprachvarietät, die vor der Zeitenwende von den Treverern gesprochen wurde, nachweisen, wie z. B. Laä für Fels oder Koa für (Schub)Karre. Ebenso lassen sich einige Ortsnamen der Sprachregion auf keltischen Ursprung zurückführen, wie etwa die Namen der Trierer Stadtteile Zewen und Feyen sowie die Namen der Gemeinden Korlingen und Pluwig.
Weitere Lehnwörter kommen als Latinismen aus dem Lateinischen, das die Römer in die Region mitbrachten. Beispiele für Latinismen sind moselfränkische Wörter wie „Kellergroat“, von lat. crypta, für den außerhalb des Hauses angelegten Kellerzugang; Kartoffeln, Erbsen und Bohnen werden im moselfränkischen Raum „möll“ – weich gekocht, von lat. mollis; ein Tor verschließt man ggf. mit einem „Klo’uster“, einem Vorhängeschloss, von lat. claustrum. Auch das moselfränkische Wort Viez für Apfelwein kommt aus dem Lateinischen – umstritten ist allerdings, ob es von vice vinum – Ersatzwein oder vitis – Weinstock herkommt. Viele Orte der moselfränkischen Region erhielten ihren Namen zur Römerzeit. Noch heute kann man ihre Herkunft erkennen, darunter die Ortsnamen Kattenes – Catena, Tawern – Tabernae, Konz – Contionacum, Quint – Quintus, Detzem – Decem, Föhren – Furne, Koblenz – Confluentes, Neumagen – Noviomagus, Bernkastel – Castellum oder Fell – Vallis.
Die Übernahme von Lehnwörtern aus dem Französischen ist auch auf die zahlreichen französischen Besatzungen des moselfränkischen Raumes in Kriegszeiten, darunter die Reunionskriege im 17. Jh., die Auseinandersetzungen im Zusammenhang mit der Französischen Revolution und die Napoleonischen Kriege nach 1803, zurückzuführen. Sie blieben nicht zuletzt wegen der Nähe zu Frankreich über die Jahrhunderte hinweg bis heute im Moselfränkischen erhalten. Beispiele für Gallizismen sind die moselfränkischen Wörter „Bredullisch“ für Verlegenheit – aus dem französischen Wort bredouille, „Kanallisch“ für Verbrecher, Gesindel – aus canaille, „Gosch“ für Kehle, Gesicht, vulgär auch für Schnauze – aus gorge, „Filluzipé“ für Fahrrad – aus velocipède, „Pottmanee“ für Geldbörse – aus portemonnaie und „Trottoar“ für Gehweg oder Bürgersteig – aus trottoir.
Großen Einfluss auf das Moselfränkische bekam seit dem 12. Jahrhundert auch das Jiddische, eine Sprache, die sich im Hochmittelalter aus dem Mittelhochdeutschen entwickelte. Sie wurde vor allem von jüdischen Händlern und Kaufleuten gesprochen. Da insbesondere der Viehhandel über Jahrhunderte hinweg in jüdischen Händen lag und die ländliche Bevölkerung traditionell mit den Juden Geschäfte machte, war die Bevölkerung mit der Sprache vertraut. So gelangten viele jiddische Sprachelemente in das Moselfränkische. Jiddischen Ursprungs sind z. B. die moselfränkischen Wörter: schofel für link, hinterhältig, acheln für essen, mo’uscheln und beschummeln für mogeln, betrügen, Schlunze für Geliebte oder Buhei für Lärm oder Aufwand. Noch  zu hörende Wörter sind zum Beispiel „Tacheles“ [reden] für Klartext [reden], „Reibach“ für Gewinn, „Zores“ für Krach oder Durcheinander, „Schlamassel“ für schlecht.
Die meisten dieser Wörter sind im heutigen Platt jedoch so gut wie verschwunden. Die Zahl der Mundartsprechenden nimmt etwa seit der Mitte des 20. Jahrhunderts mit jeder Generation rasant ab.

## Moselfränkische Autoren
- Karl Conrath
- Maria Croon
- Mulles Dëppekapp[4]
- Armin Peter Faust
- Josef Feiten
- Alfred Gulden
- Maria Hammes[5]
- Jean-Louis Kieffer[6]
- Raimund Kläser[7][8]
- Jakob Kneip
- Matthias Lang[7]
- Hans Walter Lorang
- Addi Merten[9]
- Josefine Moos[10]
- Manfred Moßmann
- Anna Peetz[7]
- Maria Peters[11]
- Manfred Pohlmann
- Peter Joseph Rottmann (auf Hunsrückisch aus dem Hunsrück)
- Peter Schroeder („Peter von der Mosel“): Ons Moddersproach (1924)[12]
- Ernst Thrasolt
- Aiga Wacht ("Zematten am Derf")
- Peter Zirbes

## Medien
Die Fernsehserie Heimat – Eine deutsche Chronik von Edgar Reitz machte 1984 das Hunsrücker Platt deutschlandweit bekannt. Im Jahre 2010 drehten zwei Trierer in Trier und Umgebung eine Parodie auf den Film Stirb langsam. In dem Kurzfilm Freck langsam wird nur Trierer Platt gesprochen. Die Vorführung des Films in einem Trierer Kino erreichte beachtliche Zuschauerzahlen. Von 2012 bis 2013 brachte der Hörfunksender SR 3 Saarlandwelle wöchentlich einen Sketch mit „Graf Drakeli“. Der Graf führt in breitestem Hochwälder Dialekt Telefongespräche oder Selbstgespräche über die Tücken des Alltags eines saarländischen Vampirs, der immer wieder an seinen Gesprächspartnern verzweifelt.
Von Montag bis Freitag um 8:30 Uhr sendet SR3 Nachrischde uff platt. Dabei werden Sprecherinnen und Sprecher herangezogen, die abwechselnd moselfränkisch und rheinfränkisch als Heimatdialekt sprechen.